# Batman & Robin
Batman & Robin è un film del 1997 diretto da Joel Schumacher.
Basato sui personaggi di Batman e Robin di DC Comics, è il sequel del film Batman Forever (1995).
Il vigilante Batman (George Clooney), affiancato da Robin (Chris O'Donnell) e Batgirl (Alicia Silverstone), è chiamato ad affrontare i supercriminali Mr. Freeze (Arnold Schwarzenegger), Poison Ivy (Uma Thurman) e Flagello (Jeep Swenson). Michael Gough è il maggiordomo Alfred Pennyworth e Pat Hingle l'eccentrico commissario di polizia James Gordon.
Il film fu oggetto di critiche molto negative, ed è considerato uno dei peggiori film mai realizzati. A causa di queste stroncature, il film rappresentò la temporanea chiusura della serie cinematografica dedicata a Batman, che venne ripresa solo nel 2005 con Batman Begins, che ha avviato un completo reboot.

## Trama
I vigilanti Batman e Robin, protettori della città di Gotham City, cercano di sventare una rapina di diamanti al museo di Gotham, fallendo per una mossa avventata di Robin. Il responsabile è Mr. Freeze, ossia l'atleta campione olimpico e ricercatore premio Nobel Victor Fries, vittima di un incidente di laboratorio: in seguito alla caduta in una cisterna di azoto liquido, il suo corpo non può resistere se non alla bassissima temperatura di 50 gradi centigradi sotto lo 0, che l'uomo mantiene ora indossando una tuta criogenica. Il criminale intende costruire un'arma congelante funzionante a diamanti, per ricattare la città affinché finanzi le sue ricerche per salvare la moglie Nora: la donna è affetta dalla sindrome di MacGregor, una malattia incurabile ed è stata ibernata in attesa di una terapia.
Contemporaneamente in Sud America, il folle scienziato Jason Woodrue, dipendente di un laboratorio delle Wayne Enterprises (la società scientifica di proprietà di Bruce Wayne), utilizza i risultati delle ricerche sui veleni della collega ecologa Pamela Isley al fine di creare il Veleno, un potentissimo siero composto da tossine e steroidi in grado di trasformare il più esile degli uomini in un supersoldato da vendere a potenze straniere. La ragazza si ribella e il dottore tenta di ucciderla seppellendola tra veleni e sostanze chimiche. Pamela sopravvive ma queste sostanze la modificano, trasformandosi così in una bellissima donna ma letteralmente velenosa, letale e spietata. Il Dr Woodrue quando la vede nel suo laboratorio rimane esterrefatto per la sua bellezza e lei immediatamente lo bacia uccidendolo all’istante. Pamela si ribattezza Poison Ivy, e decide di punire Bruce Wayne per aver avviato ricerche dannose per l'ambiente e vola quindi a Gotham insieme ad Antonio Diego, il feroce ergastolano su cui Woodrue ha testato il Veleno, trasformandolo in Flagello (Bane).
Intanto Barbara Wilson, la nipote del maggiordomo Alfred Pennyworth fa visita allo zio durante le vacanze scolastiche, e si ferma a Castello Wayne. La giovane in realtà è stata espulsa dalla scuola, in quanto frequenta corse clandestine. Anche a Gotham partecipa ad una di queste, dove rischia la vita. Viene però salvata da Dick, al quale confida di partecipare alle competizioni per sfogare il dolore che prova per la morte dei suoi genitori e per accumulare abbastanza denaro da assicurare una pensione a suo zio, che l'ha mantenuta quando è rimasta orfana.
Il giorno seguente Bruce e la sua fidanzata Julie Madison aprono ufficialmente l'avveniristico osservatorio astronomico donato alla città dalla Wayne Enterprises. Durante la cerimonia Bruce viene raggiunto dalla sua dipendente Pamela Isley, che tenta inutilmente di convincerlo ad attuare una serie di attività ecologistiche più dannose che utili.
Per catturare Freeze viene organizzata una serata di beneficenza, durante la quale i presenti faranno offerte all'asta per poter ballare con una delle dame vestite da fiore, che indosserà un gioiello di diamanti della famiglia Wayne, sorvegliato da Batman e da Robin. Poison Ivy, pure intrufolatasi alla festa, irretisce con una polvere di feromoni i presenti e, mentre i due supereroi offrono milioni per ballare con lei, scappa con i diamanti. Arriva a quel punto Mr. Freeze, che costringe Ivy a dargli il gioiello, ma viene catturato da Batman e imprigionato nel manicomio criminale Arkham Asylum. Poco dopo però, il malvivente viene liberato da Ivy e da Bane. I tre si recano quindi nel covo di Freeze, e, mentre questi recupera la sua scorta di diamanti, Ivy, gelosa di Nora Fries, disattiva di nascosto la capsula ibernante della donna, per poi sfuggire a Batman e a Robin, che fa nuovamente litigare. Quando la complice gli mostra la collana della moglie, che ella indossava anche nella capsula criogenica, il furioso Freeze decide di vendicarsi di Batman e Robin, che crede gli assassini di Nora e della società che li ha creati, congelando tutto il mondo, che Ivy ripopolerà poi con gli incroci tra vegetali e animali da lei stessa creati.
Contemporaneamente si scopre che Alfred è vicino alla morte, malato anche lui della sindrome di MacGregor. L'unico a poter fare qualcosa è lo stesso Freeze, che ha creato una cura per il primo stadio della malattia. Alfred lascia a Barbara un CD-ROM imponendole di non aprirlo mai, ma Barbara disobbedisce e il CD riproduce un ologramma di Alfred che dichiara "ero certo che avresti usato il CD, per cui ti rivelerò una certa cosa" cioè la vera identità di Batman e Robin e la tecnologia che Bruce Wayne ha sviluppato per impersonare il supereroe. Alfred lascia anche alla nipote un costume, con la stessa tecnologia di quelli di Batman e Robin. Barbara decide di indossarlo, assumendo l'identità di Batgirl. Batman e Robin nel frattempo organizzano un piano per fermare Poison Ivy. I due, nel momento del bisogno, vengono raggiunti da Batgirl che sconfigge Poison Ivy e svela la sua identità ai due colleghi. Subito dopo, i 3 si avviano all'osservatorio di Gotham, dove Mr.Freeze sta utilizzando il telescopio per congelare la città.
Mentre Flagello tiene a bada Robin e Batgirl, che però lo sconfiggono, Batman e Freeze lottano aspramente. Durante lo scontro Batman riesce ad invertire il cannone congelante in telescopio puntandolo verso il sole, scongelando Gotham. Nell'atto, la tuta di Freeze si danneggia, il che, unitamente al calore del telescopio, indebolisce mortalmente il supercriminale. Batman mostra al supercriminale un filmato della lotta tra Ivy e Batgirl, in cui la criminale riferisce che è stata lei a staccare la spina del generatore della capsula di sua moglie. Il vigilante però è riuscito a trovare Nora in tempo e riattivare la capsula, per cui la donna non è morta e sarà trasferita nei laboratori del manicomio Arkham, aspettando che Freeze finisca le proprie ricerche. Inoltre Batman chiede a Freeze la cura per il primo stadio della sindrome di MacGregor, e Freeze, sollevato per la moglie, consegna a Batman la medicina che ha creato, da somministrare ad Alfred. Ivy poi è rinchiusa ad Arkham, nella stessa cella di Freeze che intende vendicarsi. Il mattino seguente intanto Alfred si sveglia, vivo e vegeto: tutti sono d'accordo a far rimanere in famiglia Barbara, che insieme a Bruce e Dick contribuirà alla lotta contro il crimine.

## Produzione

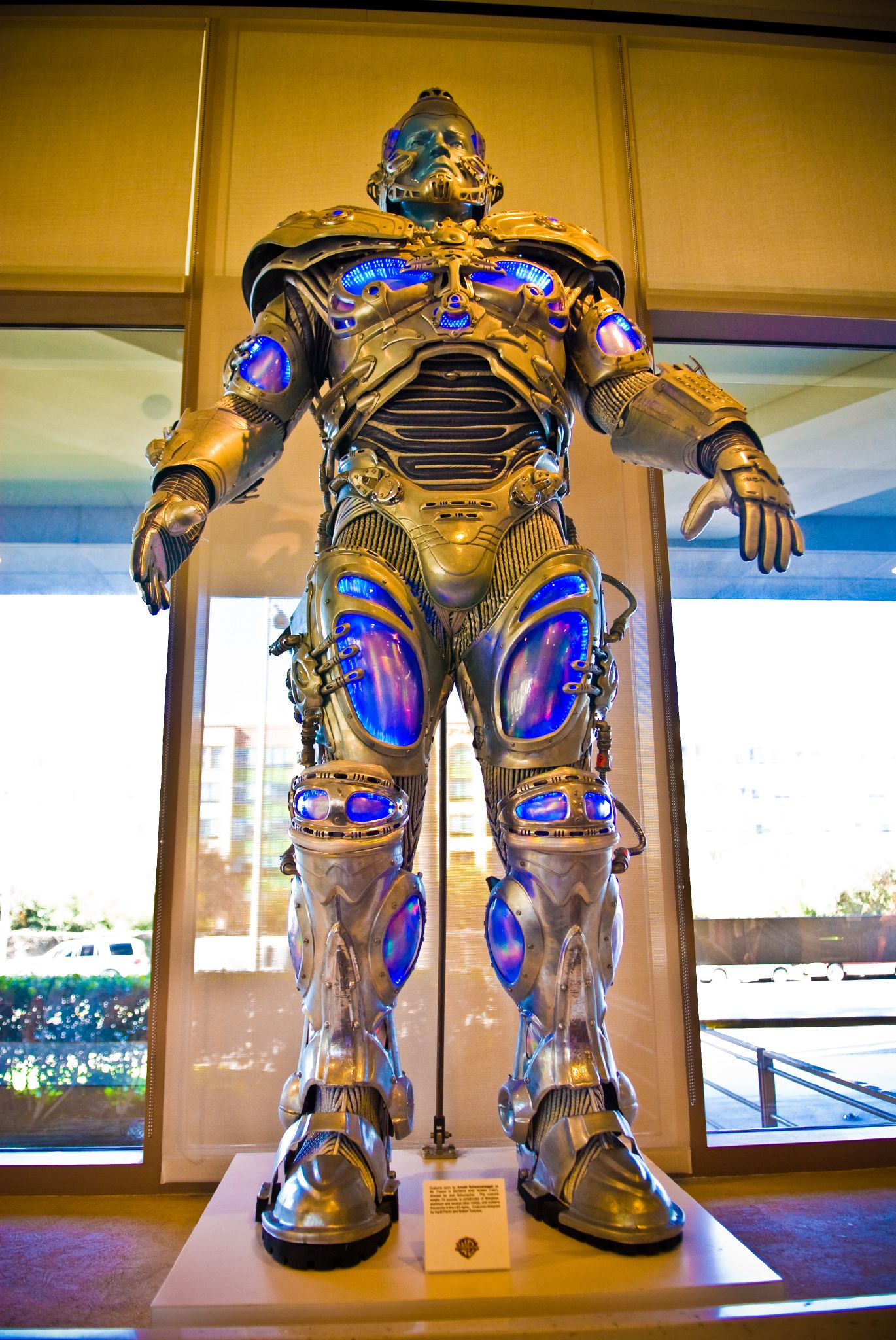
La crio-armatura di Mr. Freeze.

Dopo il grande successo al botteghino di Batman Forever nell'estate del 1995, la Warner Bros. ha avviato immediatamente la produzione di un seguito. Il regista Joel Schumacher e lo scrittore Akiva Goldsman vennero di nuovo selezionati per scrivere e dirigere la pellicola, e venne segnata la data di uscita per giugno del 1997. I dirigenti della Warner imposero alla produzione di fare un film di carattere ancora più "commerciale" e "giocattolone" del precedente (per venire incontro alle richieste delle ditte che avrebbero creato i giocattoli e il merchandise relativo a esso), allora Schumacher decise di omaggiare lo stile camp della serie televisiva degli anni '60 e il lavoro a fumetti di Dick Sprang. La trama di Batman & Robin è stata concepita da Goldsman e Schumacher durante la preproduzione del film diretto da quest'ultimo Il momento di uccidere, e buona parte del passato di Mr. Freeze è stato ripreso dall'episodio Cuore di ghiaccio della serie televisiva a cartoni animati su Batman, scritto da Paul Dini. La preproduzione del film è partita ufficialmente nell'agosto 1996, mentre le riprese sono iniziate il 12 settembre 1996, e sono terminate a fine gennaio 1997. La maggior parte delle riprese si sono svolte negli studi cinematografici della Warner Bros. a Burbank, in California.
Chris O'Donnell, che in questo film ha interpretato per la seconda volta i panni di Robin, ha successivamente dichiarato riguardo alle riprese del film: "La seconda volta mi sembrava che tutto fosse molto più leggero. In Batman Forever sentivo che stavo girando un film, mentre nel secondo avevo la sensazione di essere in una enorme pubblicità di giocattoli". John Glover, che interpretava il dottor Jason Woodrue, ha aggiunto: "Joel [Schumacher] stava seduto su una gru e gridava con un megafono prima di ogni ripresa 'Ricordatevi, questo è un cartone animato'. Era difficile lavorare a causa del tipo di set e del tono del film". Barbara Ling ha costruito i set di Gotham City ispirandosi ai neon design di Tokyo e all'architettura dell'età delle macchine, e ha aggiunto che Gotham sembrava una sorta di "fiera mondiale degli allucinogeni". Gli effetti speciali vennero creati dalla Rhythm and Hues e dalla Pacific Data Images con la supervisione di John Dykstra e Andrew Adamson.

### Cast
- George Clooney è Bruce Wayne / Batman: inizialmente Joel Schumacher contattò gli agenti di Val Kilmer per chiedere se il loro cliente fosse ancora interessato al ruolo. Ad inizio riprese, non avendo ricevuto risposta, ricontattò gli agenti, ma questi risposero che a Val Kilmer non interessava più la parte e aveva accettato altri contratti (Il Santo). Schumacher allora cercò direttamente l'attore che gli disse di non essere mai stato avvisato del nuovo Batman e che sarebbe stato interessato a riprendere il ruolo se l'avesse saputo. Chiarita la situazione pacificamente Joel Schumacher volle Clooney. L'attore ha in seguito dichiarato che il suo Batman era più leggero dei precedenti perché le altre caratteristiche psicologiche del personaggio erano state trattate dai suoi predecessori.
- Chris O'Donnell è Richard "Dick" Grayson / Robin.
- Arnold Schwarzenegger è il dottor Victor Fries / Mr. Freeze: per il suo ruolo furono considerati anche Patrick Stewart, Anthony Hopkins, Sylvester Stallone e Hulk Hogan. Caso curioso è che sei anni prima, durante la lavorazione di Terminator 2 - Il giorno del giudizio, Schwarzenegger avrebbe promesso di non interpretare più personaggi antagonisti.
- Uma Thurman è la dottoressa Pamela Isley / Poison Ivy: per il suo ruolo furono considerate anche Julia Roberts, Demi Moore e Sharon Stone.
- Alicia Silverstone è Barbara Wilson / Batgirl.
- Michael Gough è per la quarta ed ultima volta il maggiordomo Alfred Pennyworth.
- Pat Hingle è per la quarta ed ultima volta il commissario della polizia James Gordon.
- Jeep Swenson è Flagello.
- Elle Macpherson è Julie Madison.
- John Glover è il dottor Jason Woodrue.
- Jesse Ventura è uno dei secondini di Arkham. Il suo è un ruolo minuscolo, ma particolare, poiché si trova a girare con Schwarzenegger, in quanto entrambi diventeranno governatori, il primo del Minnesota, il secondo della California.

## Colonna sonora
La colonna sonora ottenne maggiore successo, e tre delle canzoni raggiunsero la top-ten americana: Foolish Games, Look Into My Eyes e Gotham City.

### Tracce
1. The End Is the Beginning Is the End (The Smashing Pumpkins)
2. Look Into My Eyes (Bone Thugs-n-Harmony)
3. Gotham City (R. Kelly)
4. House On Fire (Arkarna)
5. Revolution (R.E.M.)
6. Foolish Games (Jewel)
7. Lazy Eye (Goo Goo Dolls)
8. Breed (Lauren Christy)
9. The Bug (Soul Coughing)
10. Fun For Me (Moloko)
11. Poison Ivy (Meshell Ndegeocello)
12. True To Myself (Eric Benét)
13. A Batman Overture (Elliot Goldenthal)
14. Moaner (Underworld)
15. The Beginning Is The End Is The Beginning (The Smashing Pumpkins)

## Distribuzione

### Edizioni home video

#### DVD
Un DVD edizione speciale in due dischi è stato immesso sul mercato l'8 novembre 2005. Le caratteristiche sono:
- Sottotitoli Italiano, Inglese, Italiano per non udenti, Inglese per non udenti
- Audio in Italiano (Dolby Digital 5.1), Inglese (Dolby Digital 5.1 e DTS)
- Commento del regista Joel Schumacher
- La realizzazione
- Scena inedita
- Dietro le quinte: Più grande. Più coraggioso. Più brillante: la scenografia, i veicoli, i costumi, il trucco, gli effetti speciali
- Video musicali: The End Is The Beginnings Is The END, Foolish Games di Jewel, Gotham City, Look into My Eyes
- I buoni e i cattivi: i profili dei protagonisti

### Edizione italiana
In Italia è uscito al cinema venerdì 29 agosto 1997 distribuito dalla Warner Bros. Italia.

#### Doppiaggio
- Bane viene tradotto in italiano come Flagello (una delle possibili traduzioni letterali di Bane)[10] mentre nelle edizioni italiane il nome del supercriminale è rimasto identico all'originale. Ciò può essere dovuto al fatto che durante la sua trasformazione viene definito da Jason Wondrue "Flagello dell'Umanità".
- Nel dare un comando alla Batmobile, Batman dice «corazza», però sul display dell'auto compare la scritta «shield» (scudo), ed effettivamente poi il mezzo appare protetto da uno scudo, più che da una corazza.

## Accoglienza
(Joel Schumacher)

### Incassi
Batman & Robin è stato un successo finanziario, anche se molto inferiore alle aspettative. Uscito negli Stati Uniti il 20 giugno 1997 distribuito in 2.934 sale, ha aperto in testa al box office incassando 52784433 $, terzo più alto incasso di apertura dell'anno. Tuttavia, al secondo weekend di programmazione gli incassi subirono un crollo fisiologico del 63%. Molti critici e analisti hanno attribuito il brusco calo degli incassi al passaparola negativo creatosi intorno alla pellicola e alla concorrenza con altri film di successo come Face/Off e Hercules.
Comprese le successive riedizioni, il film ha totalizzato 107325195 $ in madrepatria e altri 130900000 $ all'estero, per un incasso complessivo di 238225195 $.

### Critica
Su Rotten Tomatoes, il film ha un punteggio di approvazione del 11%, basato su 96 recensioni, con una valutazione media di 3,8/10. Il consenso critico del sito recita: "L'atteggiamento ironico di Joel Schumacher raggiunge un limite insopportabile in Batman & Robin, risultando in un film frenetico e senza cervello che è troppo scherzoso per interessarsene molto". Su Metacritic, il film ha un punteggio medio di 28 su 100, basato su recensioni di 21 critici, che indica "recensioni generalmente sfavorevoli". Empire e Stinkers Movie Award lo hanno classificato come il peggior film mai realizzato nella storia del cinema.
Roger Ebert del Chicago Sun-Times ha criticato l'approccio "giocattolone" alla storia e al personaggio di Batman e le battute comiche di Mr. Freeze, mentre Kenneth Turan del Los Angeles Times ha dichiarato che Batman & Robin ha di fatto "ucciso" la saga cinematografica dell'Uomo Pipistrello e che il film dipende troppo dagli effetti speciali; Desson Thomson del Washington Post ha disapprovato la regia di Joel Schumacher e la sceneggiatura di Akiva Goldsman; Mick LaSalle ha scritto sul San Francisco Chronicle una critica sull'interpretazione di George Clooney, definendola "lo zero assoluto del film"; mentre Janet Maslin sul The New York Times ha pubblicato una recensione più positiva, in cui ha particolarmente apprezzato l'interpretazione di Uma Thurman e i costumi di scena. Leonard Maltin, nel suo dizionario cinematografico Leonard Maltin's Movie Guide, ha commentato che "la storia a volte non ha senso" e che "l'azione e gli effetti speciali sono talmente rumorosi e giganteschi da lasciare storditi", ma ha comunque votato il film con 2 stelle e mezzo su 4. Anche l'attore George Clooney (Bruce Wayne/Batman) ha criticato il film in più occasioni, affermando ironicamente "Ho paura che abbiamo ucciso il franchise" e ha definito la pellicola "uno spreco di denaro".
Molti critici hanno rimproverato Schumacher di aver inserito nel film dei possibili riferimenti omosessuali. James Berardinelli ha criticato la "messa in mostra di capezzoli di gomma e l'uso della fotocamera ad angolo nei primi piani sui fondoschiena e sull'inguine del Dinamico Duo". Infatti, similmente al precedente Batman Forever, è stato deciso di aggiungere capezzoli e braghette di gomma alle tute di Batman e Robin, ed è stato dato un design simile anche al costume di Batgirl ma in forma femminile, con seni prominenti a punta insieme anche all'inguine e al fondoschiena. Schumacher ha dichiarato al riguardo: "Non pensavo che mettere i capezzoli sui costumi avrebbe provocato tutto questo clamore. Le forme scolpite sulle tute sono ispirate alle sculture dell'antica Grecia, che rappresentavano corpi perfetti, ed erano anatomicamente erotiche". Chris O'Donnell (Robin) ha aggiunto: "Non erano tanto i capezzoli a darmi fastidio, era piuttosto la braghetta. La stampa, ovviamente, ci ha scherzato sopra e ne ha fatto su una polemica, specialmente abbinandola alla regia di Joel. Non ci ho pensato due volte riguardo alle controversie, ma quando sono tornato a rivedere alcune foto, l'ho trovato veramente inusuale". George Clooney ci ha scherzato sopra dicendo: "Joel Schumacher mi ha riferito che non intende fare un altro film di Batman perché quest'ultimo era gay".
Schumacher e il produttore Peter MacGregor-Scott hanno attribuito l'accoglienza negativa del film al fatto che la Warner Bros. aveva imposto una tabella di marcia accelerata sulla produzione e che le aziende che producevano i giocattoli e il merchandise erano pienamente coinvolte nel processo creativo del film, tanto che hanno avuto totale appannaggio sulla scelta dell'aspetto e del design dei set, dei costumi, dei veicoli e dei gadget presenti nella pellicola; "C'era molta pressione da parte della Warner Bros. di rendere Batman & Robin ancora più adatto ad un pubblico di bambini e di famiglie", ha spiegato Schumacher, "e così abbiamo deciso di fare un film di Batman meno "depressivo" e "tormentato" e più di carattere "eroico". Sapevo che sarei stato criticato per questo, ma non vedevo altro modo con cui approcciarmi ad esso". Successivamente ha ammesso di non essere molto orgoglioso del risultato finale: "Per Batman & Robin ho fatto delle scelte sbagliate, ma ho fatto il mio dovere. Era un film per famiglie, ed ha venduto un sacco di giocattoli ed è servito da supporto ai negozi Warner. Ma ha contrariato i fan".

Il calo degli incassi rispetto ai precedenti tre film e il responso negativo da parte del pubblico costrinsero la Warner a cancellare la produzione del successivo film della serie Batman Triumphant, e fece chiudere la saga cinematografica di Batman per i successivi otto anni, prima di essere ripresa nel 2005 con Batman Begins di Christopher Nolan, che riprende la storia dall'inizio e in diversa chiave scenica. Batman & Robin è considerato uno dei peggiori film di supereroi mai realizzati e nel 2010 la rivista Empire ha collocato la pellicola al 1º posto nella classifica dei 50 film peggiori di sempre votati dai lettori, accompagnato dal seguente commento:

### Ripercussioni
Molte delle critiche e delle colpe del semi-fallimento del film andarono non solo al regista ma anche all'attore protagonista George Clooney, il quale si trovò al centro di diverse polemiche che ne mettevano in dubbio la carriera da attore cinematografico. A queste rispose: «Mi possono dare la colpa e anch'io mi addosso delle responsabilità per alcune cose andate storte con Batman. Ma ho fatto il meglio che potessi fare allora [...] Non capisco cosa potessi fare di più... Mi piacerebbe avere un'altra opportunità ma penso di aver affossato il franchise. Devo avere più peso sullo script dei film, devo avere un ruolo più attivo se voglio campare con questo».
La Warner Bros. fu talmente convinta di non aver azzeccato l'attore protagonista che effettuò anche un sondaggio per capire quale attore volessero i fan nel ruolo di Bruce Wayne/Batman. Il risultato vide il pubblico contrario a un eventuale ritorno di Clooney, mentre vinse la competizione Michael Keaton (che ha già interpretato il personaggio nei due film di Tim Burton) seguito da Alec Baldwin, Kurt Russell e per ultimo Val Kilmer (protagonista del precedente Bat-movie).
Le numerose critiche al film provocarono la chiusura della serie cinematografica dedicata a Batman, che in effetti è ripresa solo nel 2005, con un completo riavvio, con tre film diretti da Christopher Nolan che, pur essendo sempre prodotti dalla Warner Bros., riprendono la storia dall'inizio e in diversa chiave scenica: Batman Begins, Il cavaliere oscuro e Il cavaliere oscuro - Il ritorno.
Venne inoltre bloccata definitivamente la realizzazione di un film su Superman diretto da Tim Burton e fortemente voluto da Nicolas Cage, desideroso di realizzare il suo personale sogno di interpretare il supereroe. Le riprese del nuovo film di Superman sarebbero dovute iniziare ad aprile del 1998 e la sceneggiatura era stata più volte rimaneggiata e rivista. Il primo script fu opera di Kevin Smith, ma poi venne scartato per essere rimpiazzato da un soggetto scritto a più mani da Wesley Strick, Akiva Goldsman e dallo stesso Burton. La storia era liberamente ispirata alla storyline a fumetti La morte di Superman pubblicata dalla DC Comics nel 1992.

## Riconoscimenti
- 1998 - Saturn Award
  - Candidatura Miglior film fantasy
  - Candidatura Migliori costumi a Ingrid Ferrin e Robert Turturice
  - Candidatura Miglior trucco a Ve Neill e Jeff Dawn
- 1998 - ASCAP Award
  - Film al top del box office a Elliot Goldenthal
- 1997 - Razzie Awards
  - Peggior attrice non protagonista a Alicia Silverstone
  - Candidatura Peggior film
  - Candidatura Peggior regista a Joel Schumacher
  - Candidatura Peggior attore non protagonista a Chris O'Donnell
  - Candidatura Peggior attore non protagonista a Arnold Schwarzenegger
  - Candidatura Peggior attrice non protagonista a Uma Thurman
  - Candidatura Peggior sceneggiatura a Akiva Goldsman
  - Candidatura Peggior coppia a George Clooney e Chris O'Donnell
  - Candidatura Peggior canzone originale (The end is The Beginning is The End) a Billy Corgan
  - Candidatura Peggior prequel, remake, rip-off o sequel
  - Candidatura Peggior disattenzione verso la vita umana e la proprietà pubblica

- 1998 - Blockbuster Entertainment Awards
  - Miglior attrice in un film di fantascienza a Uma Thurman
  - Miglior attore non protagonista in un film di fantascienza a Chris O'Donnell
  - Candidatura Miglior attore non protagonista in un film di fantascienza a Arnold Schwarzenegger
  - Candidatura Miglior attrice non protagonista in un film di fantascienza a Alicia Silverstone
- 1998 - Kids' Choice Awards
  - Attrice cinematografica preferita a Alicia Silverstone
  - Candidatura Miglior film
  - Candidatura Attrice cinematografica preferita a Uma Thurman
- 1998 - Golden Reel Awards
  - Candidatura Miglior montaggio sonoro negli effetti sonori
- 1997 - Stinkers Bad Movie Awards
  - Peggior attrice non protagonista a Alicia Silverstone
  - Peggior film
  - Peggior regista a Joel Schumacher
  - Peggior sceneggiatura per un film di Hollywood che ha incassato più di $ 100 milioni utilizzando la matematica a Akiva Goldsman

## Altri media
Il 5 agosto 1997 è stato distribuito un videogioco per PlayStation tratto dal film, sviluppato dalla Probe e prodotto dalla Acclaim Enternainment.
L'adattamento a fumetti della pellicola, a cura di Dennis O'Neil (testi), Rodolfo Damaggio (disegni), Bill Sienkiewicz (chine) e Pat Garrahy (colori), è stato pubblicato in Italia nell'agosto del 1997 dalla casa editrice Play Press.